# Avalon (Halbinsel)
Die Halbinsel Avalon ist der östlichste Teil der Insel Neufundland. An der Nordostküste von Avalon liegt St. John’s, die Hauptstadt der kanadischen Provinz Neufundland und Labrador. Östlich von St. John’s, auf Cape Spear, liegt am östlichsten Punkt des nordamerikanischen Kontinents der älteste noch an der Küste Neufundlands erhaltene Leuchtturm.
Auf Avalon leben 248.418 Einwohner (ungefähr 49 % von Neufundlands Bevölkerung im Jahr 2006). Avalon ist zum Hauptabschnitt Neufundlands durch den fünf Kilometer breiten Isthmus von Avalon verbunden. Die Halbinsel ragt in die fischreichen Zonen der Neufundlandbank heraus. Ihre vier Hauptbuchten – Trinity Bay, Conception Bay, St. Mary’s Bay und Placentia Bay – waren lange das Zentrum von Neufundlands Fischereiindustrie.

## Geografie und Geologie
Die Avalon-Halbinsel hat eine Fläche von 10.360 km²und ist durch Conception Bay sowie St. Mary’s Bay in eine östliche und eine westliche Halbinseln geteilt. 
Die Halbinsel ist ein bekanntes Gebiet für präkambrische Fossilien; viele Lagerstätten von mannigfaltiger Ediacara-Fauna wurden auf der Halbinsel gefunden. Mistaken Point ist der Fundort des ältesten dokumentierten Ediacarafossil, Aspidella terranovica, das seinen spezifischen Namen von Neufundland erhielt.
In der Erdgeschichte war Avalon während des Ordoviziums ein Teil des Kleinkontinents Avalonia, zu dem auch Teile Mitteleuropas gehörten. Avalonia wurde im obersten Silur ein Teil Balticas, dem geologischen Kern Europas. Etwas später verschmolzen dann Baltica und Laurentia, der Kern des heutigen Nordamerika, zum Großkontinent Laurussia. Durch die spätere Öffnung des Atlantik seit dem Jura mitten durch das vereinigte Baltica/Laurentia verblieben Teile des ehemaligen Kleinkontinents Avalonia bei Europa, andere Teile kamen zu Nordamerika. Die ehemalige Zusammengehörigkeit dieser Teile Avalonias wird durch eine besondere Faunenprovinz (speziell bei den Trilobiten) nachgewiesen. Der Name Avalonia ist von der Avalonischen Faunenprovinz abgeleitet, die wiederum von der Avalon-Halbinsel ihren Namen hat. Siehe dazu auch den Artikel Avalonia.

## Geschichte
Die Halbinsel war eines der ersten von Europäern bewohnten Gebiete in Nordamerika mit der ersten permanenten Siedlung in Cuper’s Cove ab 1610. Die Kolonisten verließen Cuper’s Cove allerdings schon um 1620 wieder und zogen nach Neuengland. Eine andere ursprüngliche Kolonie, die heutige Stadt Ferryland, wuchs im Laufe der Zeit auf knapp 100 Menschen an und war damit die erste erfolgreiche permanente Siedlung auf Neufundland. Sir George Calvert erhielt wenig später von der englischen Krone einen großen Landbesitz auf der Halbinsel. 1623 wurde Calvert ein Royal Charter erteilt, um die königlichen Länder auszudehnen und ihnen in Anlehnung an das mythische Avalon den Namen „Provinz Avalon“ zu geben. So wie Glastonbury, das den Anspruch erhebt, das sagenhafte Avalon zu sein, welches die Keimzelle des Christentums in England war, so sollte Avalon die Keimzelle des Christentums in Nordamerika werden. Calvert wollte die Kolonie zu einer Zuflucht für die in England verfolgten römischen Katholiken machen. In Anerkennung seiner Leistung wurde Calvert 1625 zum ersten Baron Baltimore erhoben. Durch die an ihn vergebene Royal Charter hatte er absolute Befehlsgewalt in seiner Provinz.
Eine Serie von Krisen und Unglücken brachten Calvert dazu, die Kolonie 1629 für „eine andere wärmeren Klimas dieser neuen Welt“ zu verlassen. Er zog in die Provinz Maryland im heutigen US-Bundesstaat Maryland, allerdings entsandte seine Familie bis 1637 weiterhin Statthalter nach Avalon. 
1637 wurde ganz Neufundland per Gründungsurkunde Sir David Kirke und James Hamilton, 1. Duke of Hamilton, unterstellt. Der Sohn von Calvert, Cæcilius Calvert, 2. Baron Baltimore, kämpfte gegen die neue Gründungsurkunde und errang 1660 die offizielle Wiederanerkennung der alten von 1623, versuchte aber nicht, die Kolonie Neufundland wieder einzunehmen.
Am 17. Juli 2016 wurde der an der Südspitze der Halbinsel liegende Mistaken Point in die Liste des UNESCO-Weltkulturerbe aufgenommen.

## Quelle
- Avalon Peninsula. In: The Canadian Encyclopedia. (englisch, französisch).